# Hippobromus pauciflorus
Hippobromus pauciflorus är en kinesträdsväxtart som först beskrevs av Carl von Linné d.y., och fick sitt nu gällande namn av Ludwig Radlkofer. Hippobromus pauciflorus ingår i släktet Hippobromus och familjen kinesträdsväxter. Inga underarter finns listade i Catalogue of Life.